# ハズ油
ハズ油（ハズゆ、巴豆油、英: croton oil、羅: Crotonis Oleum）は、トウダイグサ目トウダイグサ科ハズ属の樹木であるハズ（学名: Croton tiglium）の種子から調製される油脂である。ハズはインドおよびマレー諸島において自生あるいは栽培されている。少量を内用すると下痢を引き起こす。外用では炎症および腫れを引き起こす。伝統中国医学では、一部の塗布薬の成分として使用されている。
ハズ油には有機化合物ホルボールエステル類が含まれており、発がん促進作用を示す。
その痛烈な剥離作用のため、今日ハズ油はケミカル・ピール（化学薬品を使った皮膚の剥離）による若返りのために用いられている。フェノール溶液と併せて使用される。
ハズ油は非常に刺激性が強く痛みを伴うため、実験動物に対して痛みや鎮痛、抗炎症薬、免疫学の研究のために使用されている。
第二次世界大戦中、アメリカ海軍は少量のハズ油を魚雷の燃料である中性穀物アルコールに添加していた。これは、水兵がこのアルコール燃料を飲用するのを防止するためであった。アルコールはハズ油よりも低温で気化するため、水兵らは簡単な蒸留器を考案しアルコールとハズ油を分離していた。こうして燃料アルコールから分離したアルコールは魚雷ジュースと通称された。